# Lobogo
Lobogo est l'un des sept arrondissements de la commune de Bopa dans le département du Mono au Bénin.

## Géographie
Lobogo est situé au sud-ouest du Bénin et compte 18 villages que sont Adjame, Devedji, Djofoun, Dhodho, Gbedecome, Gbetocome, Gbozehoue, Hangnanmee, Atohoue, Kpota, Yetoé, Dakpla, Hego, Houngo, Hounvè, Foncomè, Agongoh et Tanve. Le chef d'arrondissement actuel est Diallo M. Oussouè.

## Histoire
Le 31 décembre 1966, Christophe Soglo proclame par décret que les villages de Gbakpodji, d'Hangnanmè, de Kpota, de Lobogo, de Djoflou, de Touhoué, de Nassè et de Dogla sont érigés en un arrondissement dont le chef-lieu est Lobogo.

## Démographie
Selon le recensement de la population de 2013 conduit par l'Institut national de la statistique et de l'analyse économique (INSAE), Lobogo compte 28 598 habitants.